# پیائو چنگ
پیائو چنگ (انگلیسی: Piao Cheng؛ زادهٔ ۲۱ اوت ۱۹۸۹) بازیکن فوتبال اهل چین است.
از باشگاه‌هایی که در آن بازی کرده‌است می‌توان به باشگاه فوتبال بیجینگ گوان اشاره کرد.
وی همچنین در تیم‌های ملی فوتبال زیر ۲۳ سال چین و چین بازی کرده‌است.